# Andoni Iraola
Andoni Iraola Sagarna (* 22. Juni 1982 in Usurbil) ist ein ehemaliger spanischer Fußballspieler und heutiger -trainer. Er spielte den Großteil seiner Karriere bei Athletic Bilbao und absolvierte zwischen 2008 und 2011 sieben Spiele für die A-Nationalmannschaft.

## Karriere

### Als Spieler
Nach einer erfolgreichen Laufbahn in den Jugendabteilungen von Athletic Bilbao ging Iraola für eine Saison zu CD Baskonia und spielte anschließend zwei Jahre lang in der 2. Mannschaft von Athletic. Ab 2003 war er Stammspieler in der ersten Mannschaft von Athletic und hatte sich als vielseitig einsetzbarer Rechtsfuß einen festen Platz bei dem baskischen Traditionsverein erarbeitet. In 12 Jahren in Bilbao kam er mehr als 400-mal in der Primera División zum Einsatz. Im Juli 2015 wechselte der Spanier zum New York City FC, bei dem er anderthalb Jahre später seine Spielerkarriere beendete.
Im August 2008 gab er sein Debüt in der spanischen Nationalmannschaft, für die er bis 2011 elfmal zum Einsatz kam. Zudem trat Iraola achtmal für die baskische Nationalelf an.

### Als Trainer
Im Juni 2018 übernahm Iraola den zyprischen Erstligisten AEK Larnaka als Cheftrainer und hatte diese Position bis zu seiner Entlassung im Januar 2019 inne. Ab Juli 2019 war der Spanier ein Jahr Cheftrainer des CD Mirandés. Seit August 2020 trainiert er Rayo Vallecano. Mit dem Madrider Verein stieg er in der Spielzeit 2020/21 in die Primera División auf.
Im Juni 2023 wurde er zum neuen Trainer des AFC Bournemouth ernannt.